# Temps Record
Temps Record és un estudi de so, discogràfica, distribuïdora digital i editorial ubicat a Terrassa, fundat l'any 1998 per Josep Roig Boada, músic, compositor, productor musical i enginyer de so. Des del seu naixement, ha produït i/o editat música de diferents gèneres, desde jazz, pop, rock fins a flamenco, i actualment edita entre 80 i 100 àlbums a l'any.
Alguns dels seus artistes habituals són Andrea Motis, Quico Pi de la Serra, Javier Sólo, Joan Chamorro, Sant Andreu Jazz Band, Lídia Pujol. Entre les seves obres publicades més destacades a nivell internacional s'inclouen els àlbums "Dizzy's Business" i "Our Man Benny", els quals la Barcelona Jazz Orquestra va enregistrar juntament amb els reconeguts músics americans Jon Faddis i Phil Woods, respectivament.